# Шпуга, Георгий Михайлович
Георгий Михайлович Шпуга (25 апреля 1898 года — 1962) — советский учёный-медик, профессор, заведующий кафедрой фармакологии Ивановского государственного медицинского института с 1937 года.
В России Г.М. Шпуга первым произвел пересадку почки в эксперименте (1937 год), причем проводя пересадку во второй раз он впервые поставил вопрос о функции трансплантированного органа.

## Биография
Учился в Кубанском медицинском институте, работал на кафедре фармакологии, в 1930 году после окончания аспирантуры ассистент на той же кафедре.
В 1934 году изобрел первый инструмент для хирургии аорты, который оригинальным способом позволяет накладывать шов при возобновленном кровотоке.
Предложил прибор для наложения шва при продолжающемся или возобновленном кровотоке: зажим, на концах которого съемные кольца, снабженные шипами. Кольца состоят из двух частей и поэтому их можно снимать с сосудов после наложения шва. (позже сделаю фото «настоящего» инструмента, он остался от Георгия Михайловича у его родственников)
В 1935 году Высшая квалификационная комиссия утвердила Георгия Михайловича в ученой степени кандидата медицинских наук без защиты диссертации и в звании доцента.
В 1937 году Г. М. Шпуга был назначен заведующим кафедрой фармакологии Ивановского медицинского института. В период Великой Отечественной войны руководил курсами медсестер запаса.
В 1945 году Г. М. Шпуга вновь приступил к заведованию кафедрой фармакологии и руководил ею до 1962 г. В 1958 году защитил в Москве докторскую диссертацию «О функции пересаженной почки». Ему было присвоено ученое звание профессора.
Учеником Г.М. Шпуги был А.А. Лебедев, позже ставший доктором медицинских наук и 36 лет заведовавший кафедрой фармакологии Куйбышевского медицинского института. По его воспоминаниям: "Лекции [Г.М. Шпуги] несли большой смысловой и наглядный заряд. Методика их чтения была похожа на те лекции, которые читались в университетах в начале столетия. В частности, они сопровождались демонстрацией опытов на животных. По результатам опыта лектор строил разбор материала, делал выводы о механизмах регуляции функций и механизмах действия лекарств". Так на одной из лекций подопытной собаке была удалена почка - "в те годы демонстрация такой собаки была подобна чуду, т.к. операции по трансплантации почки тогда не проводились".

## Научная деятельность
Автор 37 научных работ по актуальным проблемам фармакологии, в основном посвящённые изучению лекарственных веществ и секреторной деятельности желудка.
Более 15 лет работал над проблемой «Функции пересаженной почки», его исследования получили высокую оценку специалистов, выводы были представлены на VI Всесоюзном съезде физиологов.
В 1949 году на VII Всесоюзном съезде физиологов Г.М. Шпуга выступил с совершенно оригинальной идеей — восстановить иннервацию аутотрансплантированной почки. Приоритетная статья Шпуги Г.М. на эту тему показала, что во время операции пересадки почки возможно сшить центральный конец блуждающего нерва с периферическими концами перерезанных при пересадке почечных нервов.
Разработал оригинальную технику сосудистого шва, которая была необходима для изучения функции пересаженных на шейные сосуды почек собаки. Аутотрансплантированные почки функционировали 2-3 года, что позволило получить чрезвычайно ценные данные.
Под его руководством защищены 8 кандидатских и 1 докторская диссертация Лебедева А.А.: «О функции пересаженной реиннервированной почки» (1962 год), в ней был поставлен вопрос о влияниях с интероцепторов аутотрансплантированной реиннервированной почки.

## Награды
Награждён орденом Ленина (1954), медалью «За доблестный труд» (1946).